# Коле деле Финестре
Коле деле Финестре (итал. Colle delle Finestre) (2178 m) је планински прелаз у Котијским Алпима, у Пијемонту у Италији. Повезан је са долинама Суса и Чисоне. Пут је изграђен 1700 године, да би се приступило фортификацији у области, прије свега тврђави Фенестреле. Такође, изграђен је за војне потребе, да би коњи да изнесу топове.
Пут је популаран за бициклисте и мотоциклисте, са изванредним погледом на околна брда, служи и ако туристичка атракција. Око 8 km пута од долине Суса није асфалтирано. Успон од Сусе је дуг 18,6 km, са просјечним нагибом 9,1%, док је максимални нагиб 14%. Прва два километра успона су јако тешка, са стрмим уским, кривудавим путем. Првих 10 km успона је асфалтирано, док последњих осам није.

## Ђиро д’Италија
Финестре је на Ђиро д’Италији први пут вожен 2005, од Савиљана до Сестријереа, у дижини од 190 km. Први преко успона прешао је Хосе Рухано, који је и побиједио на етапи. Други пут Фенестре се на Ђиру нашао 2011 године, на етапи од Вербаније до Сестријереа у дужини од 242 km. Први преко успона прешао је Васил Кирјенка, који је и тријумфовао на етапи, четири и по минута испред Рухана. На Ђиру 2015, Финестре је био највиши успон – Чима Копи. Етапа је вожена од Сајнт-Винчента до Сестријереа у дужини од 199 km. Први преко успона прешао је Микел Ланда, док је на етапи тријумфовао Фабио Ару. На Ђиро д’Италији 2018, Финестре је опет највиши успон, вози се на етапи 19, од Венарије Реале до Бардонекије, у дужини од 181 km.
| Година | Етапа | Категорија | Старт          | Циљ         | Лидер на успону      |
| ------ | ----- | ---------- | -------------- | ----------- | -------------------- |
| 2005   | 19    | 1          | Савиљано       | Сестријере  | Хосе Рухано (ВЕН)    |
| 2011   | 20    | 1          | Вербанија      | Сестријере  | Васил Кирјенка (БЛР) |
| 2015   | 20    | Чима Копи  | Сајнт-Винчент  | Сестријере  | Микел Ланда (ШПА)    |
| 2018   | 19    | Чима Копи  | Венарија Реале | Бардонекија | Крис Фрум (УК)       |